# کنستانتینوفکا (استان آمور)

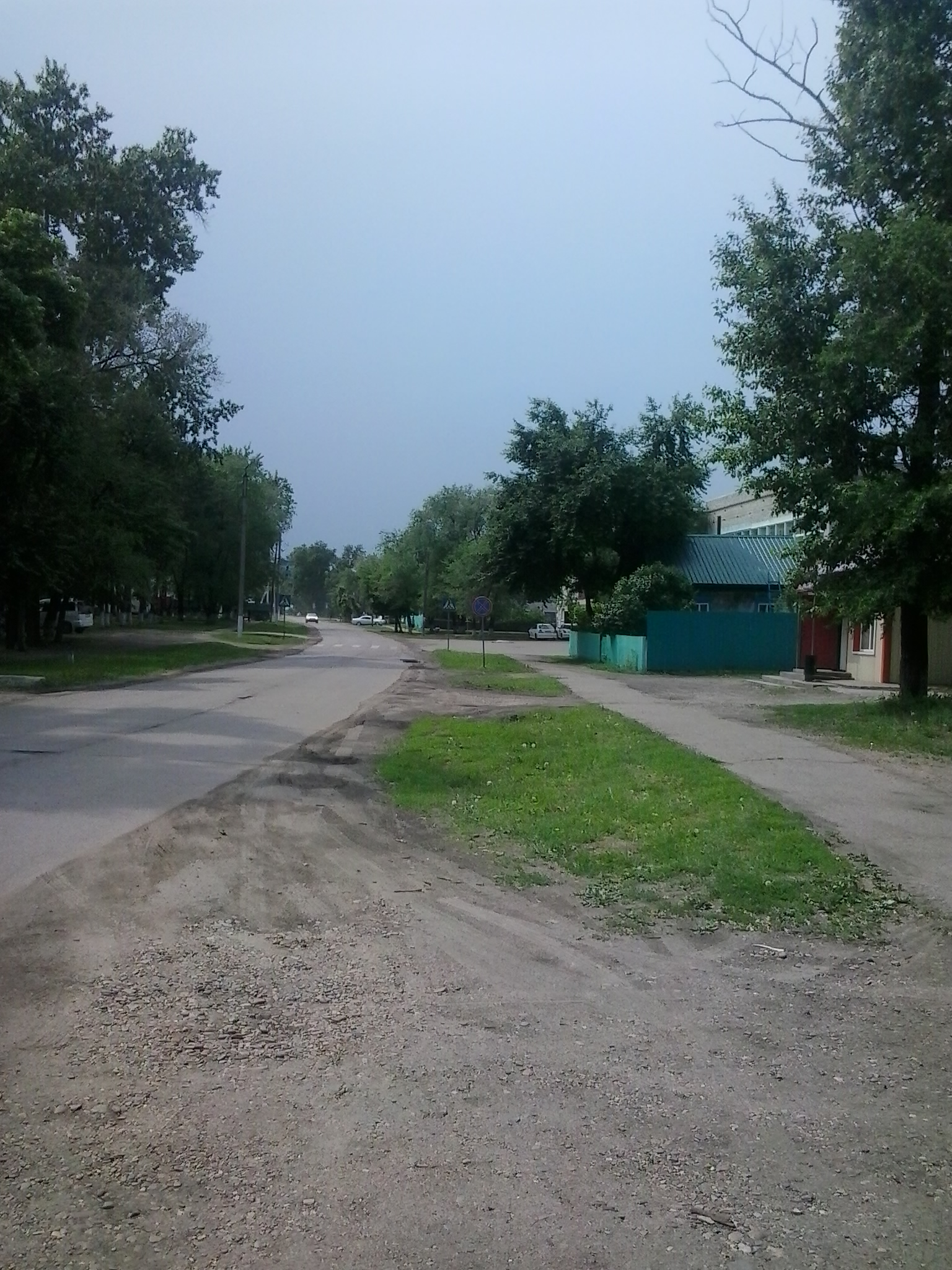
کنستانتینوفکا آمور (Konstantinovka Amur)

کنستانتینوفکا (روسی: Константиновка) یک منطقهٔ مسکونی در روسیه است که در استان آمور واقع شده‌است.